# Tunø Festival
Tunø Festival var en musikfestival, der fra 1987 til 2019 afholdtes hvert år på Kattegatøen Tunø øst for Odder fra torsdag til søndag i den første uge af skolernes sommerferie.
Musikprogrammet indeholdt primært dansk og irsk folk og rock.
I det store telt var der en hovedscene hvor alle koncerter afholdtes. Om aftenen udfyldtes pauserne i musikprogrammet af musikere på den lille blues-/Stiftenscene.
På den indhegnede festivalplads var der et mindre telt kaldet Heinekenteltet med bar og hyggeområde til gæsterne. Ved siden af kunne man købe mad i tipien, i restauranten TUMA (en forkortelse for Tunø Mad), samt et madpandekagested og en pølsevogn. Desuden havde den lokale købmandsforretning en mindre filial på pladsen.
I børneteltet var der hver dag fra kl. 10-21 underholdning for børn. Ud over selve festivalprogrammet var der scener på øens restauranter. 
Festivalens maskot/logo var en hættemåge, som sad på toppen af en kontrabas.
Efter flere års økonomiske problemer og aflysning pga. coronakrisen besluttedes det i 2020 at afvikle Tunø Festivalen.

## Historie
I 1985 spillede jazzorkestret Arosia på Femø Jazzfestival. Orkestrets sanger og banjospiller Ernst Hornslet blev så begejstret for stemningen her, at han foreslog nogle venner hjemme i Aarhus Lystbådehavn at finde ud af, om det var muligt at lave en jazzfestival der. 
Ankommet til Tunø, fandt man ud af, at en gruppe personer havde taget initiativ til at lave et havnearrangement på Tunø med blandt andet Tunø Byorkester, "Mac P'sens", og de to grupperinger blev enige om at slå pjalterne sammen og danne en kombineret jazz- og folkfestival. Senere blev programmet udvidet med rock. 
Den 26.-28. juni 1987 var der første gang festival på Tunø.

## 25-års jubilæum
2011 fejrede festivalen sit 25-års jubilæum som blev afholdt fra torsdag 30. juni til søndag 3. juli. Foruden at der på Store scene optrådte solister og bands var der tradition for at afholde en kirkekoncert i Tunø Kirke. Programmet så sådan ud:
- Konferencier Jan Svarrer
- Åbning: Marianne Eriksen og Tunøbørnene

- Veronica Mortensen
- Surrrounded by Birds
- Coast
- Lars Lilholt Band m/ Cph. Drummers
- Roger & Over
- Zenobia
- Kim Sjøgren Show
- Drones & Bellows feat. Brian McNeill
- Sing Sing Sing
- Lis Sørensen Band
- Åge Aleksandersen
- Charlie Dee & The Twisters
- Borges Band
- Tørfisk
- Mike Whelleans & Blues Council
- Hanne Boel & Jacob Karlzon 3
- Magic Slim & Teardrops
- Poul Krebs Band
- Clazz
- Gospel Elvis show Karsten Holm
- Ernst Hornslet jubi-koncert
- P'sen jubi-koncert
- Amuse a Cat
- Tournesol
- Tømmermændene
- Find Holger
- Klovnen Tapé
- Kolling & Lillebror
- Charlie og Binalto
- Sodavandsdiskotek

## Organisation
Tunø Festival blev drevet af Festivalforeningen Tunø. Enhver person over 18 år kunne blive medlem.

### Formand
Festivalens formand var valgt af generalforsamling for en toårig periode.
Siden etableringen har foreningen haft disse formænd:
| 1986 - 1993: | Ernst Hornslet           |
| 1993 - 1997: | Frode Holm               |
| 1997 - 2001: | Ulrik Steen Møller       |
| 2001 - 2011: | Hans Lydiksen            |
| 2011 - 2013: | Niels Christian Aagaard  |
| 2013 - 2015  | Jørn Kildall             |
| 2015 - 2016  | Lars Løhndorf            |
| 2016 - nu    | Peter Nørgaard Jørgensen |